# ジャパニーズ・オデッセイ
ジャパニーズ・オデッセイ（The Japanese Odyssey:TJO）は、日本で行われる行程2000kmを超える超長距離サイクリングイベント。フランスのストラスブール在住で、サイクルメッセンジャーをしているエマヌエル・バスティアンとギョーム・シェーファーが主催し、2015年から開催されている。2016年までは日本人の参加者はいなかった。世界10大ウルトラ・ディスタンスレースにも挙げられ、2018年には日本政府観光局（JNTO）にも取り上げられた。

## 概要
エマヌエルとギョームは同じ会社の先輩と後輩にあたる。エマヌエルは日本文学に興味を持ち、それを通じて日本でのサイクルイベント開催を立案したとされる。日本文学の中でも村上春樹を敬愛し、松尾芭蕉の俳句にも触れるとされる。ルートや通過ポイントは、地図アプリやgoogleマップを使って1年がかりで調査して作成した。欧州やアメリカでは、このような数千キロにも及ぶ超長距離サイクリングが注目されており、2013年から欧州で開催されているTCR（en:Transcontinental Race）の主催者にも面会し、日本でTCRのような超長距離サイクリングイベントを計画していることを相談した。「ジャパニーズ・オデッセイ」という名前は、自転車の乗って日本の神話に触れる旅という意味が込められている。エマヌエルは来日経験はなく、ジャパニーズ・オデッセイの開催が初の来日であった。ギョームがホームページの立ち上げや広報、ルートの調整など実務面を取り仕切った。欧州のペラーゴバイシルがメインのスポンサーを務める。ジャパニーズ・オデッセイはレースではないが、GPSを使用した位置確認とタイム計測が行われ、レース的な側面も持つが、公式のランキングやフィニッシュタイムは公開されない。ルート上には過酷な山岳ルートを通過しなければならないチェックポイントが複数設置されるが、それ以外のルートは自由に走行できる。ただしフェリーを使う箇所などは指定される。
ブルベと同じく、途中で他人のサポートを受けることは出来ず、休息・食事・睡眠・修理などはすべて自分で手配しなければならない。
主催者によると、日本は全国各地に24時間営業のコンビニがあり、均一化された様々な商品が入手可能でATMによる現金の入手も容易であり、宿泊についても、公園や道の駅が整備されており、オートキャンプ場やユースホステルなども数多く存在し、屋根が付いたバス停などを含めて、安全に睡眠ができる場所が豊富にあることに驚いたとされる。

## 過去の大会

### 2015年
2015年7月に第1回目が開催された。「日本縦走」がテーマとされた。日本人の参加者はいなかったが、噂を聞きつけてTCRの完走者も参加した。北海道札幌からスタートし、本州、四国、九州鹿児島までの2700km以上（出典によっては3000km以上）を縦断するルートであり、主催者2人を含めて合計6人が参加したが完走者はオーストラリアから参加した1名のみであった。参加者の国籍は、オーストラリア2人、シンガポール1人、ヨーロッパ3人だった。途中4か所の通過チェックポイントが設定された。獲得標高は25000ｍであった。

### 2016年
2016年9月に開催。「日本百名山」がテーマとされた。東京日本橋をスタートして、群馬県、長野県の数々の山岳地帯を駆け抜け、山陰地方や四国を通って大阪道頓堀をゴールとする約2400kmのコースで企画され、ノルウェー、スウェーデン、フィンランド、ドイツ、イギリス、フランス、カナダ、中国、シンガポール、オーストラリア、ニュージーランドから来日した21人が参加した（2016年も日本人の参加者は居なかった。）（出典によっては参加者は22名に増えたとある）。最年少者は26歳であった。参加費は175ユーロ。設定された通過ポイントは榛名山、草津白根山、大河原峠、入笠山、乗鞍岳、木曽御嶽山、大台ヶ原山、剣山、天狗高原、篠山 (高知県・愛媛県)、安蔵寺山などで、これらをすべて通過して2400km以上を走り14日以内にゴールすることが求められた。2015年と比較して距離は短くなったが、山岳コースとなり、獲得標高も35000ｍにもなった。韓国の自転車雑誌ファーライドマガジンも取材に駆け付けた。日本橋を午前5時に出発した参加者は、その日のうちに榛名山CP(チェックポイント；標高約1,100m）と白根山CP（約2,000m）を走破し、嬬恋のキャンプサイトで野宿して翌日は大河原峠CP（約2,100m）、続く入笠山CP（約1,800m）に挑んだ。途中台風16号が襲来したが、参加者は挫けることはなかった。中には台風の暴風雨の中、乗鞍岳CP（標高2700m）に夜間アタックした参加者もいた。最速でゴールしたイギリスからの参加者は、毎日300km程度を走り、わずか10日間でゴールした。一方、長野の温泉宿に宿泊し、日本酒と露天風呂を楽しむ参加者や、方々で地方の名産品を購入して「日本」を堪能する参加者もいた。ゴール期限の14日目（10月1日正午）まで意図的にゴールせず、日本の方々を走り回るツワモノの存在も報告されている。ゴール翌日に富士山に移動し、富士山の富士スバルライン、ふじあざみライン、富士山スカイラインの3ルートをすべて1日で登った参加者もいた。

### 2017年
2017年8月に開催された第3回目のジャパニーズ・オデッセイには初めて日本人の参加者（4名）が現れ、完走した参加者も出た。2017年のテーマは「secondary, unnamed and untraveled roads」とされた。これは、2015年および2016年の開催で実際に日本の山々を駆け巡った主催者が、日本の寂れた林道に魅了されてしまい、これら荒れ果てた無名の林道を必須通過コースに指定することを思いついたためとされる。このときのコースは、東京をスタートして栃木県男体山、盛岡、新潟、長野県入笠山、新野峠、奈良県大台ヶ原山、熊野古道、徳島県国道438号、剣山、国道439号、愛媛県石鎚スカイライン、宮崎県延岡市阿蘇市などが必須通過指定コースとして定められた。未舗装のグラベル道や廃道も指定されていたが、数週間前に日本を襲った季節外れの豪雨によって通過不能になったポイントもあり、随時主催者によって経路変更や難所の追加が指示された。もはや道とは呼べないような草木が茂った岩だらけの場所を、自転車を担いで登るようなことも求められた。14日間の期間に3000km以上を走破した。獲得標高は37000m。

### 2018年
2018年10月31日に開催され、例年同様東京日本橋がスタート地点（スタートは午前5時）に選ばれ、ゴールも東京日本橋が指定された。2018年のテーマは「The hidden "Rindo"」とされ、2017年に引き続いて、長野県の和田峠としらびそ峠、武州街道の築重展望台、三重県熊野林道、富山県有峰林道、兵庫県林道大通中江線大通峠、徳島県林道深淵落合線落合峠、高知県風の里公園（葉山風力発電所）など10か所の林道が必須通過ルートに指定され、10日以内にゴールすることが求められた。想定走行距離2600km、獲得標高32000mとされた。参加費は255ユーロだった。一位でゴールしたのは日本人だった。参加者の辿ったルートは、こちらで参照できる。

### 2019年
第5回目。2019年10月12日に鹿児島県桜島桜島溶岩なぎさ公園をスタートして、東京日本橋までの距離で開催された。スタート地点を桜島に設定するにあたっては、鹿児島市の協力があった。途中には下記のようなチェックポイントをが指定された（いずれも山岳地帯で自転車での通過は多大な困難を伴う）。世界20か国の51名（うち日本人は9人）が参加し、10日以内に東京日本橋に到着することが求められた。スタート前日の10月11日、主催者のエマヌエル・バスティアンとギョーム・シェーファーは、鹿児島市の松永範芳副市長を表敬訪問した。スタート地点を鹿児島市に設定したのは、2人の出身地のストラスブール市が、2018年に鹿児島市とパートナーシップ宣言を行った事がきっかけだという。参加者の辿ったルートは、こちらで参照できる。2018年に引き続いて、日本人が一位でゴールし、27名が完走した。
1. 宮崎県鰐塚山
2. 烏帽子岳 (西都市・西米良村)
3. 白髪山 (熊本県)
4. 緒方高千穂線尾平越隧道
5. 阿蘇・旧小国街道・黒川温泉
6. 四国カルスト・天狗高原スキー場
7. 高知県国道439号線京柱峠
8. 徳島県那賀町国道193号線
9. 和歌山県護摩壇山 - 標高1372メートル
10. 和歌山県大雲取峠
11. 岐阜県国見岳スキー場
12. 岐阜県冠山峠
13. 岐阜県御嶽山 - 岐阜県道441号濁河温泉線
14. 群馬県御荷鉾スーパー林道 (台風19号による通行止めでキャンセル)

### 2020年
2020年のジャパニーズ・オデッセイはコロナ感染の蔓延によってキャンセルされた。

### 2023年
6回目の開催。2023年10月24日桜島をスタートして八戸市の葦毛崎展望台にゴールした。15のコントロールポイントと必須通過区間が指定された。

## 参加者と自転車
世界各国から参加者が集まる。自転車は殆どがいわゆるロードバイクであるがミニベロと呼ばれる小径タイヤの自転車を使用する参加者もいる。長距離の移動に必要な物資を収納するためにフレームにはバックを装着するなど、いわゆるロングライドやブルベに適したスタイルの参加者が多い。幅広のタイヤを装着した参加者が多いのが特徴で、その主流は32Cであるが中には42Cなどという幅広タイヤを選択する参加者もいる。荒天に適したディスクブレーキを装備し、強度の強いスルーアクスルを採用したフレームが多く、素材もカーボンではなく、チタン・アルミ・クロモリといった金属フレームでの参加が多い。大光量のライトと発電機の備えたそのスタイルは、「バイクパッキングスタイル」と呼ばれ、まだ日本ではあまり馴染みがないスタイルといわれる。ハンドルに高速走行時の空気抵抗を低減するTTバーを装着する参加者が多いのも特徴的である。